# Elements (RXのアルバム)
『Elements』（エレメンツ）は、RXの3枚目のオリジナル・アルバム。

## 概要
前作『Zeitmesser』は、フュージョンを主体としていたが、本作はロックやプログレッシブ・ロックを主体としている。

## 収録曲
1. Tempest
作曲：雷電湯澤
2. Skip Jack
作曲：石川俊介
3. Endless Spiral
作曲：松崎雄一
メドレー形式になっており、【Endless Spiral】【Storm】【Unknown Choice】【On the hill】【Another Face】という5のパートに分かれている。
4. ARCADIA
作詞：ジョン・ウェットン、デーモン閣下 / 作曲：雷電湯澤
聖飢魔IIの1999年の小教典「蠟人形の館 '99」収録曲であり、新たに英詞を付けた[1][2][3]。
ボーカルは、キング・クリムゾンのジョン・ウェットンである[1][2][3]。
東海テレビ「年の差バトル! 言い分 vs Eぶん!!」エンディング・テーマ[1]。
5. I am innocent
作詞：ジョン・ウェットン / 作曲：松崎雄一
6. Polar bear
作曲：雷電湯澤
7. Shining Crazy Man
作曲：松崎雄一
8. Filmnoir
作曲：石川俊介